# Chouzé-sur-Loire
Chouzé-sur-Loire è un comune francese di 2 123 abitanti situato nel dipartimento dell'Indre e Loira nella regione del Centro-Valle della Loira. Vi sorge il Château des Réaux. 

## Società

### Evoluzione demografica
Abitanti censiti